# Mes Rafsanjan FC
Der Mes Rafsanjan Football Club (persisch باشگاه فوتبال مس رفسنجان), auch bekannt als Mes Rafsanjan, ist ein iranischer Fußballverein aus Rafsandschan in der Provinz Kerman. Aktuell spielt der Verein in der ersten Liga, der Persian Gulf Pro League.

## Erfolge
- Iranischer Zweitligameister: 2019/20  ▲

## Stadion
Der Verein trägt seine Heimspiele im Shohada Mes Rafsanjan Stadium in Rafsandschan aus. Das Stadion hat ein Fassungsvermögen von 10.000 Personen.

## Trainer
Stand: Oktober 2024
| Trainer               | Nation   | von              | bis                |
| --------------------- | -------- | ---------------- | ------------------ |
| Vinko Begovic         | Kroatien | 1. Juli 2013     | 30. Juni 2015      |
| Miso Krsticevic       | Kroatien | 1. Juli 2015     | 30. Juni 2016      |
| Ali Asghar Kalantari  | Iran     | 1. Juli 2016     | 12. November 2016  |
| Miso Krsticevic       | Kroatien | 25. Oktober 2016 | 30. Juni 2017      |
| Ali Samereh           | Iran     | 1. Juli 2017     | 26. September 2018 |
| Miso Krsticevic       | Kroatien | 7. Oktober 2018  | 17. Juli 2019      |
| Mohammad Rabiei       | Iran     | 17. Juli 2019    | 10. Juni 2023      |
| Saket Elhami          | Iran     | 21. Juni 2023    | 23. Januar 2024    |
| Moharram Navidkia     | Iran     | 3. Februar 2024  | 12. Oktober 2024   |
| Amirhossein Peyrovani | Iran     | 12. Oktober 2024 |                    |